# Back in Luv'
Back in Luv' is een realitysoap rond de hereniging van een van de oudste Nederlandse meidengroepen: Luv'. Het programma werd in het voorjaar van 2006 uitgezonden op de Nederlandse zender RTL 5 en de Vlaamse zender VTM.
In het programma worden Marga Scheide, José Hoebee en Patty Brard gevolgd tot het aanloop van hun concert in de Amsterdam ArenA waar zij zes avonden een optreden geven bij de Toppers.